# Shpendi Sollaku
Shpend Sollaku Noé född 3 april 1957 i Lushnje, är en albansk journalist. 
Han har examen i språk och litteratur. Han har arbetat som lärare på gymnasier i Cerma och Lushnja och blev senare grundare och journalist för oppositionstidningarna "Ora e fjalës" och "Republika". Noé har varit en av pionjärerna för den demokratiska rörelsen i Albanien. Han har haft politisk asyl i Italien sedan 1992, där han har arbetat för olika italiensk-amerikanska tidningar och TV.
- Mëzat e kaltër (Die blauen Füllen). Tirana 1987 (B.m.) und (B.v.891:983-1)
- Il regno del proibito (Das Reich des Verbotenen). Italien 1995
- Applaudire Caligola (Caligola zum Applaudieren). Italien 1997, ISBN 88-7254-893-4
- Un posto a piedi per Galilea (Ein Platz am Fuß von Galilea). Italien 1999
- La Colombia balcanica (Das balkanische Kolumbien). Italien 1994
- Il secolo breve dei Balcani (Das kurze Jahrhundert des Balkan). Italien 1994
- Abysses-Voragini. USA 2009, ISBN 978-1-4389-6701-1
- Barcodes-Codici a barre. USA 2010, ISBN 9781449066888
- Piramidi in frantumi. Antologia poetica, USA 2011, ISBN 9781463403034
- Es hora de andar Sócrates. Antología Poética, USA 2011, ISBN 9781463402976
- Se réveiller au fond du précipice. Anthologie poétique, USA 2011, ISBN 9781463402969
- Atdheu i tjetrit. Antologji Poetike, USA 2011, ISBN 9781463406783
- Die Grenze des Nebels. Rom 2012, ISBN 978-88-567-5719-4
- Il pero fiorì a dicembre. Rom 2018, ISBN 978-88-9384-510-6
- Filius Hostis ovvero il figlio del nemico, romanzo, Roma 2020, ISBN 979-12-201-0437-1